# ペナルティのゴックンでございます
ペナルティのゴックンでございますは、中部日本放送（CBCラジオ）のハイパーナイト水曜日に放送されていたトーク番組である。放送開始は2004年9月28日。放送時間は水曜日24:00～25:00の60分間の収録放送。2008年4月までは火曜日23:30～24:50の80分間の生放送であった。2009年4月1日に2部枠廃止に伴い終了した。

## 出演者
- ペナルティ（ヒデ・ワッキー）
- 和希沙也（2004年9月28日～2007年9月25日）
- くまきりあさ美（2007年10月2日～2009年4月1日）

## ゲスト
- 山崎邦正・田村亮(第2回)
- スピードワゴン(第10回)
- 豊岡真澄(第43回/和希沙也の欠席による代理)
- 浅香唯(第61回)
- くまきりあさ美(第141回/和希沙也の欠席による代理)
- すほうれいこ(第145回)
- FUNKY MONKEY BABYSファンキー加藤
- もう中学生

## コーナー
- ゴッ と クン の間

オープニングのタイトルコール、「ゴッ」と「クン」の間にワッキーが読むネタを募集している。番組開始当初はワッキーが考えてくることになっていたが、ワッキーがその役割を放棄し、リスナーに丸投げした。
- リスナーの皆さん、助けて！

番組開始当初のコーナー。ペナルティや和希沙也がテレビ番組に出て、トークが滑ってしまった時の対処法を募集した。
- 水木しげるへの道

吉本の若手芸人にアポなしで電話をして、アドリブで妖怪の目撃談を話すように強要したり、リスナーからの目撃談を募集するコーナー。
- ワキチャイのタイ語講座

ワッキー扮するハイテンションのタイ人ワキチャイが役に立たないタイ語の単語を紹介する。ワキチャイの関係者を称するリスナーからのネタも紹介する。
- 教えて、世界の恋人

リスナーの悩み相談。一時期、サークルKサンクスがコーナースポンサーとして付いていた。
- ワッキー こころのメロディ

ワッキーが熱唱するコーナー。
- 毛をください

ワッキーのむだ毛を有効利用できるリスナーに毛を一本だけ贈るというコーナー。
- 夜食です

食品と食品を組み合わせて別の食品の味を作り出すコーナー。
- 鳴くよウグイス

リスナーから語呂合わせを募集するコーナー。
- 狼の港

リスナーの悩み相談。ヒデ扮する蛇虎先生が熱く解決するコーナー。後にワッキー扮する永ワキ輔（ワキ六輔とも）も登場した。
- まぼろしカクテル

ワッキー扮する石原しんきろうがリスナーから送られてきた妄想を読むコーナー。時々しんきろうが暴走して、勝手に妄想を付け加えたりすることもある。
- ヒデ語&かずきっす語

ヒデが無意識に発しているというヒデ語を聞いたというリスナーのお便りを紹介する。派生コーナーとしてかずきっす語のコーナーもある。
- かけちゃう

リスナーに電話を掛け、その留守電を聞くコーナー。気に入ったものにはメッセージを吹き込む。
- 佐渡島鞭次郎先生のSMカウンセリング

ヒデ扮する佐渡島鞭次郎がSかMを判定するコーナー。
- 小林ワキラのマイトガイ一本勝負

ワッキー扮するワキラがお便りを読む。
- 勝手に鑑定団

ワッキーと和希沙也がお宝を鑑定するコーナー。
- 捧げるポエム

リスナーが創作したポエムを和希沙也が読むコーナー。
- まどか目撃情報!

ワッキー扮する謎の人物五十嵐まどかの目撃情報をリスナーから募集するコーナー。ペナルティの単独ライブ2006ではこの五十嵐まどか似たような声をするキュッピちゃんというコントキャラが登場した。
- 嫁ール

「ヒデの妻がこんなところであんな敬語を使っていた」という空想目撃情報を紹介する。ヒデが結婚したことによって生まれたコーナー。
- 公民問題

ワッキーの「政治に対して勉強したい」という要望から、公民の教科書から出される問題をワッキーとくまきりあさ美が答えるコーナ。まずまずの出来だったが3回目で廃止となった。その理由はくまきりあさ美の勉強不足だった。
- 大喜利

毎回リスナーに大喜利のネタを送らせておもしろかった人2名に粗品を送るコナー。
- 脇畑警部

ワッキーがリスナーから来るメールで怪しいメールだけ古畑仁三郎のモナマネをして追及するコーナー。但し携帯電話しか電話をかけられない。
- ねぶた様トーク

ワッキーの妻がグタグタしていることからワッキーが電波を通して不満を言うコナー。

## 備考
- 番組名の由来は、ペナルティ自身のコント内に登場する『フグちゃんのゴックンでございます』という架空の番組名。
- ワッキーは番組内でしつこく和希沙也に迫るが、ますます嫌われるという悪循環に陥っている。
- 番組スタート当時、和希はワッキーの隣の席に座っていたが、ワッキーからのセクハラ行動が悪質だったため、ヒデの隣の席に移動された。しかし、その後もワッキーがしつこく和希の順を元に戻すよう要求したのに対し、和希沙也は自分に関するクイズに答えられたら元に戻してもいいとの条件を示すが(和希大学入学試験)、ワッキーは数度の挑戦したにもかかわらず失敗を続けている。
- 生放送時代、毎回テーマを決めてメール・FAXを募集していたが、テーマを決めるワッキーが放送中に適当に決めることが多く、やたら下ネタに持って行こうとする。
- 和希沙也のマネージャーである南田裕介が、タレント本人を差し置いて『タモリ倶楽部』などの番組に出演していることがよくやり玉にあげられた。
- 2007年3月13日の生放送で、翌日『スポーツマンNo.1決定戦』（TBS系）の収録に臨むワッキーは「体重を軽くしたい」という理由で、番組生本番中にもかかわらず突然スタジオを出てトイレでいちじく浣腸を打った。その様子を自ら携帯電話でライブするという事態に、ヒデがリスナーおよび関係者にお詫びをするハメになったが、『スポーツマンNo.1決定戦』でワッキーは優勝したことがある。
- 「好きなタイプの芸人さんは？」という質問に、すほうれいこが「ペナルティのヒデさん」と解答したので、『ハロハロマンデー』のパーソナリティ・すほうれいこが2007年7月3日に生ゲストで登場。その翌週2007年7月10日生放送でヒデが入籍を報告した。
- 2008年春改編で60分に縮小、生放送から収録番組となった。収録は放送される1～2週間前にしているが、稀にトーク中でヒデが収録日を言ってしまうことがある。
- 番組公式ページの最終回のページに「5年間」と書いてあるが、実際に放送された期間は4年半。
- 同時期に放送されたCBCテレビ『デリペナ』の収録とラジオ生放送の日が一緒になることもあった。同じCBCでもラジオは東京支社のスタジオから放送しているので、名古屋近辺で収録があっても東京に戻らねばならず、『デリペナ』の中で、収録と移動に時間がかかり、急いで名古屋駅に戻るシーンが放送された。